# VII (album NoNe)
VII – siódmy album studyjny polskiej grupy muzycznej  NoNe

## Lista utworów
1. A Place of No Regret
2. What We Say to Death
3. Fear Feast
4. Fantasies
5. Mental Grave
6. Baptized by Fire
7. With so Much Substance
8. The Plague
9. Ordinary Day

## Twórcy
- Łukasz "Pachu" Pach – śpiew
- Rafał „Meti” Janas – gitara rytmiczna
- Bartek „Bartass” Dębicki – gitara prowadząca
- Grzegorz „Greg” Korybalski - gitara basowa
- Tomasz „Demolka” Molka - perkusja

Gościnnie
- Maciej „Ślimak” Starosta - perkusja w utworze „Baptized By Fire”
- Michał Kaleciński - gitara w utworze „A Place Of No Regret”
- Łukasz "Zielony" Zieliński - śpiew w utworze „Ordinary Day”
- Filip Sałapa - śpiew w utworze „Fantasies”